# Parc national du Moyen-Bafing
Le parc national du Moyen-Bafing est une réserve naturelle, située dans la région de Labé, dans le Nord de la Guinée.
La superficie du parc annoncée en 2017 est de 6 426 km2.

## Faune
En 2017, le parc abrite une population de 4 000 chimpanzés.
On y note la présence de léopards (Panthera pardus), de chats dorés (Caracal aurata), d'hippopotames , de  céphalophes (Cephalophus dorsalis et Cephalophus silvicultor ) ainsi que du babouin guinéen (Papio papio).